# X-Ray Dog
X-Ray Dog (o XRD) è uno studio di registrazione, nonché un consorzio di compositori e musicisti che si dedicano a fare musica orchestrale e corale per Hollywood, situato a Burbank, in California, diretto da Chris Field. Produce sottofondi musicali per film, trailer, pubblicità televisiva e videogiochi.
Questo stile di musica orchestrale è simile a quello prodotto da altri gruppi di compositori di sottofondi musicali filmografici quali: Two Steps from Hell, E.S. Posthumus, Immediate Music, Audiomachine, Brand X Music ed Epic Score. X-Ray Dog inoltre produce anche altri generi musicali (pop, rock, elettronica, effetti speciali (suono 3D), funk, jazz, salsa ed altro).
Una delle opere più popolari è Gothic Power, che è stata usata nelle campagne pubblicitarie in molti film tra cui Il Signore degli Anelli (2001).

## Discografia
X-Ray Dog ha composto 55 album:
1996
- K-9 Empire I (Drama)
- K-9 Empire II (Drama)
- Cerberus I (Action)
- Cerberus II (Action)
- Boneyard I (Drama)
- Boneyard II (Drama)

2002
- New Music
- Bonz Unleashed
- Prime Cuts
- Sit Up And Listen
- Fresh Meat
- New Tricks
- Mad Dog
- A Breed Apart
- Double Live Doggie Style I
- Double Live Doggie Style II

2003
- Dog Party

2004
- Canis Rex I
- Canis Rex II
- Dog Eat Dog I
- Dog Eat Dog II

2005
- Hellhounds
- Bites Barks Growls
- B.B.G. Elements
- Dog Gone Wild
- X-Ray Spex
- Best In Show (Drama - Adventure - Comedy)

2006
- Mighty Dog (Action)

2007
- K-9 Empire I (Drama)
- K-9 Empire II (Drama)
- Cerberus I (Action)
- Cerberus II (Action)
- Boneyard I (Drama)
- Boneyard II (Drama)
- Dog Rock (Rock)
- Alpha Dog (Rock)
- Mechanimal (Techno)
- Dogs Of War I (Rock)
- Dogs Of War II (Rock)

2008
- Top Dog (Orchestral)
- Argos (Orchestral)
- Anubis (Drama)
- Canis Maximus (Heroic Action)
- Feed The Beast (Dark Action)
- Night Hounds (Modern Drama)
- Woofer (Comedy - Pop - Rock)
- Rip Chew Gnaw (Atmospheric - Horror - Suspense)
- Internal Origins (Scary - Sound Design - Elements)
- Seeing Eye (Lite - Drama - Dramedy)
- Bite Size I
- Bite Size II
- Bite Size III
- Bite Size IV

2010
- Bare Bones
- Scent of Evil
- Pet Shop
- Muttsketeer
- X-Pack

2011
- Funny Bones
- Big Licks
- Canis Optimus
- Canis Destructus

2012
- Beast Break
- Hot Pursuit
- Dog Beds Vol. 1